# Виктор Васин
Виктор Владимирович Васин (рус. Виктор Владимирович Васин; 6. октобар 1988, Лењинград) је руски одбрамбени играч који тренутно игра за ЦСКА из Москве. Први је одбрамбени играч репрезентације Русије.